# Amtsbezirk Aleksotas

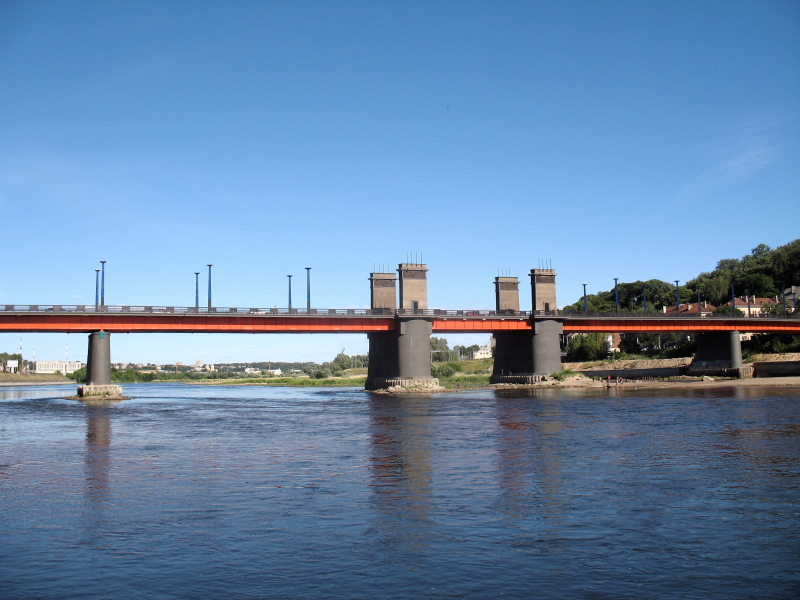
Aleksotas-Brücke

Der Amtsbezirk Aleksotas (lit. Aleksoto seniūnija) ist ein Amtsbezirk mit 21.400 Einwohnern in Kaunas (Litauen), am linken Ufer der Memel. Er grenzt an das Stadtzentrum und im Osten an den Amtsbezirk Šančiai und besteht aus den Mikrorajons Birutė, Freda, Aleksotas, Kazliškiai und Marvelė.
Hier befinden sich der Flugplatz Aleksotas, der Botanische Garten Kaunas, der Park Antakalnis, der Park Naugardiškės, die Bahn Aleksotas, das Unternehmen „Kauno grūdai“ und die Aleksotas-Brücke.